# О Троице
«О Троице» (лат. De Trinitate) — латинская книга, написанная Августином Иппонийским, в которой обсуждается Троица в контексте Логоса. Хотя книга не так известна, как некоторые другие его работы, некоторые исследователи считают её шедевром, имеющим большее доктринальное значение, чем «Исповедь» или «О граде Божьем».
Он помещает её в своих «Пересмотрах» среди произведений, написанных (то есть начатых) в 400 году. В письмах 410 и 414 годов и в конце 415 года она упоминается как ещё незаконченная и неопубликованная. Но в письме от 412 года говорится, что друзья в то время просили завершить и опубликовать книгу, а в письме к Аврелию, которое было отправлено вместе с самим трактатом, когда он был фактически завершён, говорится, что часть его, ещё не переработанная и не завершённая, была тайно обнародована. Книга всё ещё была в ходу в 416 году: в 13-й книге приводится цитата из 12-й книги «О граде Божьем»; и ещё одна цитата в 15-й книге, из 99-го трактата о Евангелии от Иоанна.
«Пересмотры», которые ссылаются на книгу, обычно датируются не позднее 428 года. В письме к епископу Аврелию также говорится, что работа длилась много лет и была начата в ранней юности святого Августина. Она была закончена в его преклонном возрасте. Артур Вест Хэддан сделал из этого свидетельства вывод, что книга была написана между 400 годом, когда ему было сорок шесть лет, и он был епископом Гиппона около четырёх лет, и не позднее 428 года; но, вероятно, книга была опубликована десятью или двенадцатью годами раньше, примерно в 417 году.
Это также название работ, написанных по крайней мере двумя другими учёными ранней церкви: Илария Пиктавийского (Молот Ариан) и Ришара Сен-Викторского.
В апокрифических письмах Августина к Кириллу Иерусалимскому Августин упоминает, что видел ребёнка, который пытался перелить всю морскую воду в ямку с помощью морской раковины. Августин объяснил ребёнку, что это невозможно, после чего ребёнок повторил ему на латыни: «Августин, Августин, что ты пытаешься сделать? Неужели ты веришь, что сможешь перелить всё море в маленький кувшин?» (лат. Augustine, Augustine, quid quaeris? Putasne brevi immettere vasculo mare totum?). Затем ребёнок исчез из его поля зрения.
Притча означает невозможность для ограниченного человеческого разума глубоко познать тайну веры Пресвятой Троицы. Притча стала популярным сюжетом иконографии. Некоторые толкователи отождествляют ребёнка с Господом Иисусом.